# Deracoxib
Deracoxib è un farmaco anti-infiammatorio non steroideo (FANS) appartenente alla famiglia degli inibitori selettivi della COX-2. Viene utilizzato in ambito veterinario per la riduzione del dolore da osteoartrite nei cani, per il controllo del dolore secondario ad interventi di chirurgia veterinaria e di chirurgia del cavo orale (estrazione dentaria). Negli studi sperimentali è stato valutato anche sul gatto, tuttavia in questo animale non ne è raccomandato l'utilizzo per il controllo del dolore. Ai dosaggi raccomandati il farmaco si è dimostrato efficace, sicuro e ben tollerato nel cane.
Il farmaco è venduto dalla società farmaceutica Novartis con il nome commerciale di Deramaxx, nella forma farmacologica di compresse masticabili da 12, 25, 50, 75 oppure 100 mg.

## Farmacodinamica
Deracoxib è un inibitore selettivo della cicloossigenasi di tipo 2 (COX-2). La cicloossigenasi catalizza le prime tappe della sintesi delle prostaglandine. La COX-1 viene espressa costitutivamente nella gran parte dei tessuti, e fra questi nello stomaco, intestino, rene e piastrine.
I suoi effetti fisiologici comprendono la protezione gastrica e la facilitazione della filtrazione renale e dell'aggregazione piastrinica.
La COX-2 viene invece espressa come risultato di stimoli infiammatori o mitogenici. L'enzima è responsabile della sintesi di prostanoidi (prostaglandine, trombossani e prostacicline) che risultano essere mediatori di sintomi come l'infiammazione, l'essudazione, il dolore e la febbre.
I metaboliti determinati dall'azione della COX-2 sono anche coinvolti nell'ovulazione, nella fase di impianto della gravidanza e nella chiusura del dotto arterioso. Deracoxib con la sua azione possiede proprietà analgesiche e antinfiammatorie.
Studi sperimentali hanno evidenziato che l'assunzione di deracoxib in animali in buona salute è meglio tollerata rispetto all'acido acetilsalicilico ed altri FANS.

## Farmacocinetica
Dopo somministrazione per via orale deracoxib viene ben assorbito dal tratto gastrointestinale del cane. La concentrazione plasmatica massima (Cmax) viene raggiunta entro 2 ore dall'assunzione (Tmax). La biodisponibilità è pari a circa il 90%. Il legame con le proteine plasmatiche è superiore al 90%. Il farmaco è ampiamente metabolizzato a livello epatico con produzione di 4 principali metaboliti, due dei quali derivanti da reazioni di ossidazione e di O-demetilazione.
Deracoxib viene eliminato prevalentemente per via fecale, sotto forma di metaboliti o di farmaco immodificato.

## Usi veterinari
- Cane

Trova indicazione nel trattamento del dolore e dell'infiammazione correlati ad osteoartrite e nella gestione e controllo del dolore peri-operatorio che fa seguito ad interventi chirurgici di tipo ortopedico e sui tessuti molli, e di chirurgia dentale.

## Effetti collaterali ed indesiderati
In corso di trattamento con deracoxib sono stati riportati disturbi gastrointestinali quali vomito e/o diarrea, dolore addominale, anoressia, perdita di peso, feci sanguinolente ed in casi più rari gastrite acuta, ulcera peptica ed emorragie gastrointestinali. Questi effetti tendono a divenire più evidenti durante l'uso a lungo termine o in animali particolarmente sensibili.

In alcuni animali possono verificarsi convulsioni, letargia, debolezza, febbre, disidratazione, dermatiti. Più raramente si possono verificare alterazioni della funzionalità epatica (incremento di ALT ed AST, iperbilirubinemia, ittero e ascite) e renale (poliuria, ematuria, aumento della creatinina, insufficienza renale).
Il farmaco deve essere interrotto immediatamente alla comparsa di effetti avversi, in particolare quelli più seri. Il trattamento associato con altri antinfiammatori o steroidi determina un deciso aumento della probabilità che si verifichino uno o più di questi effetti. Ne consegue che il trattamento d'associazione con altri FANS o farmaci corticosteroidi non è raccomandato.

## Controindicazioni
Deracoxib è controindicato nei soggetti con ipersensibilità nota al principio attivo oppure ad uno qualsiasi degli eccipienti contenuti nella formulazione farmaceutica. La somministrazione in cani con allergia nota ad altri FANS, affetti da ulcere gastrointestinali, malattie renali, malattie epatiche, ipoproteinemia, disidratazione, o malattie cardiache dovrebbe avvenire con estrema cautela. L'uso concomitante di farmaci corticosteroidei o di altri FANS deve essere evitato. Il farmaco è controindicato in animali riproduttori, in stato di gravidanza oppure che allattino.
Il profilo di sicurezza di derecoxib non è stato stabilito in cani con meno di 4 mesi di età. Tuttavia il farmaco può essere somministrato anche in animali di questa fascia d'età purché durante il trattamento siano strettamente monitorati per l'eventuale comparsa di effetti collaterali negativi.

## Dosi terapeutiche
Deracoxib può essere somministrato all'animale sia con il cibo che a digiuno. Nella maggior parte dei casi (oltre il 90%), grazie ad aromi aggiunti alla formulazione, è stata registrata un'assunzione volontaria del farmaco da parte del cane.

Dolore ed infiammazione da osteoartrite: la dose raccomandata è pari a 2 mg/kg di peso del cane, una sola volta al giorno. La dose somministrata deve essere la minima efficace, pertanto variabile da animale ad animale.

In caso di terapia per il controllo del dolore e dell'infiammazione conseguente ad interventi chirurgici di tipo ortopedico il dosaggio raccomandato è pari a 3–4 mg/kg in una singola dose giornaliera. Il trattamento non dovrebbe avere una durata superiore ai 7 giorni.

Dosaggi elevati possono comportare l'inibizione della Cox-1, pur essendo deracoxib un inibitore selettivo della Cox-2, e pertanto determinare la comparsa di tutta una serie di effetti collaterali associati ai FANS ed un incremento esponenziale delle reazioni avverse.